# Eta Eridani
η Eridani (Eta Eridani, kurz η Eri) ist ein Stern der Spektralklasse K1 III-IV im Sternbild Eridanus und besitzt eine scheinbare Helligkeit von 3,9 mag. Er ist knapp 140 Lichtjahre von der Sonne entfernt.
Ein historischer Eigenname ist Azha („der Brutplatz“). Die IAU hat am 12. September 2016 diesen historischen Eigennamen als standardisierten Eigennamen für diesen Stern festgelegt.